# Kazimierz Pułaski

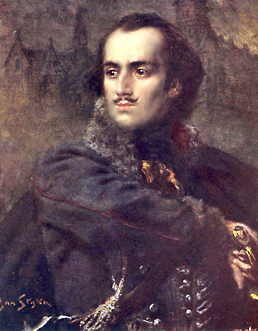

Kazimierz Michał Wacław Wiktor Pułaski (in den Vereinigten Staaten auch Casimir Pulaski; * 6. März 1745 in Warschau, Polen; † 11. Oktober 1779 bei Savannah, Georgia) war ein polnischer Kleinadeliger, einer der Anführer der Konföderation von Bar und ein General der Kontinentalarmee im Amerikanischen Unabhängigkeitskrieg.
Ab 1768 beteiligte sich Pułaski am Widerstand des polnischen Kleinadels gegen die Abschaffung der sogenannten Goldenen Freiheit. Die sogenannte Konföderation von Bar richtete sich vor allem gegen den polnischen König Stanisław Antoni Poniatowski, dem vorgeworfen wurde, eine Fremdherrschaft durch Russland zu billigen. 1773 wurde er als einer der Anführer der Konföderation beschuldigt, ein Attentat auf den polnischen König geplant oder gar unternommen zu haben, und in Abwesenheit zum Tode verurteilt. Pułaski floh daraufhin von Warschau nach Dresden. Nachdem er erfolglos versucht hatte, seine Unschuld zu beweisen, floh er 1777 auf Anraten Benjamin Franklins in die Dreizehn Kolonien.
Pułaski wird als Begründer der amerikanischen Kavallerie („Father of the American Cavalry“) betrachtet. In der Schlacht bei Brandywine 1777 rettete Pułaski das Leben von George Washington. Nachdem der Kongress ihn am 15. September des gleichen Jahres zum General der Kontinentalen Kavallerie ernannt hatte, unterstützte er im darauf folgenden Winter George Washington gegen die Intrigen der Cabal, einer Verschwörung, deren Mitglieder Washington als Befehlshaber der Kontinentalen Armee absetzen wollten. An der Spitze seiner ab dem Frühjahr 1778 aufgebauten Legion trug er am 11. Mai 1779 durch einen Überfall auf die britische Armee bei Charleston in South Carolina erheblich dazu bei, dass die damals wichtigste Hafenstadt im Süden der entstehenden USA in der Hand der Kontinentalen blieb. Er starb an den Folgen von Verletzungen, die er sich während der Belagerung von Savannah in Georgia zugezogen hatte.

## Ehrungen

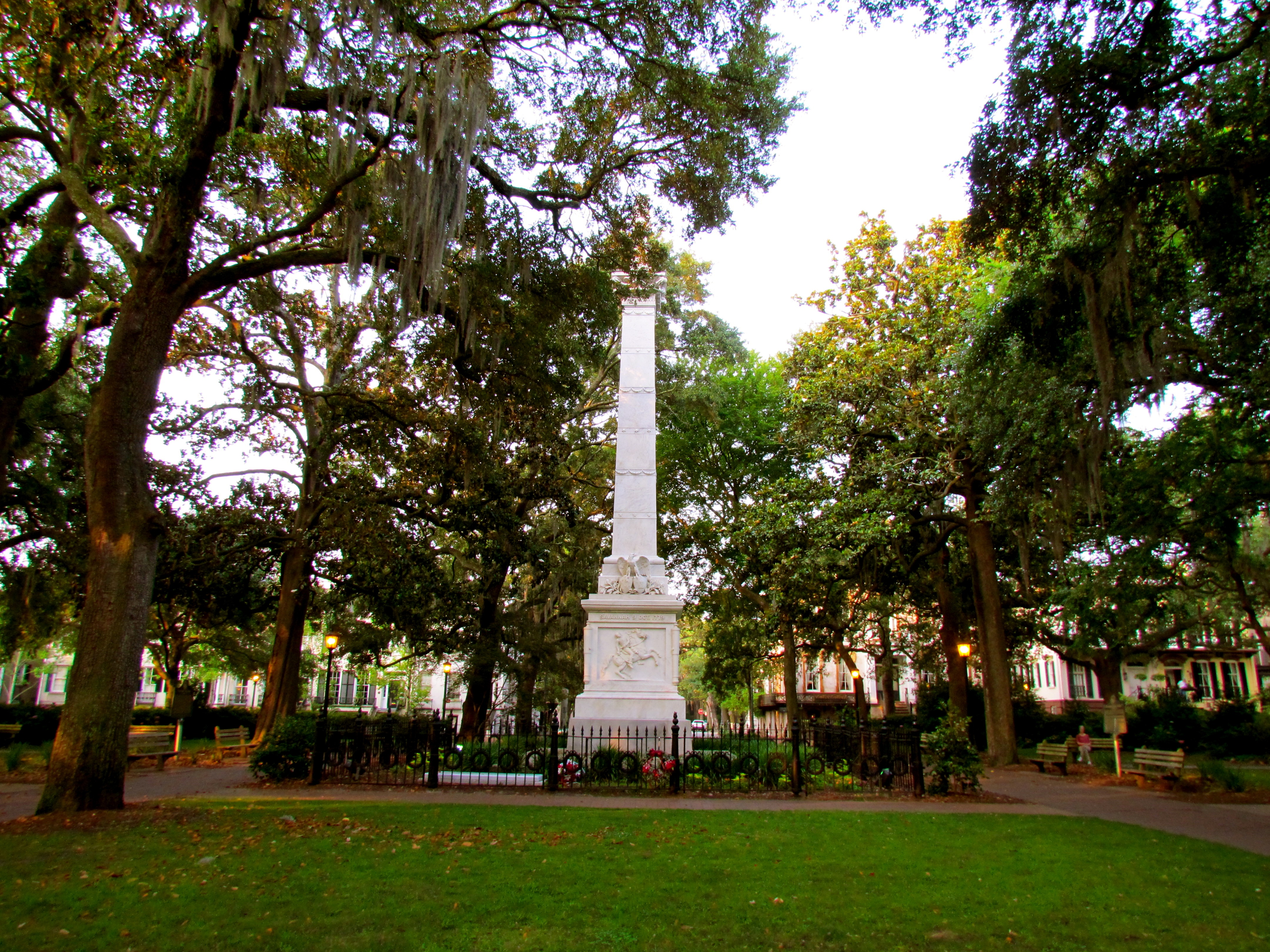
Monterey Square in Savannah (Georgia) mit Denkmal für Kazimierz Pułaski

Die Universität Radom in Polen trägt Pułaskis Namen, ebenso einige Städte und Bezirke in den Vereinigten Staaten, darunter Pulaski im Oswego County oder Pulaski in Tennessee. Außerdem wurden der Dampfer USS Pulaski sowie das U-Boot der US-Marine, die USS Casimir Pulaski und das Fort Pulaski im Sezessionskrieg nach ihm benannt. Weiterhin gibt es den General Pulaski Skyway, eine Hochbrücke in New Jersey, einen Pułaski Park in Denver und ein Pulaski-Denkmal auf der Freedom Plaza in Washington.
Die Wohnquartiere der US-Armee in Kaiserslautern heißen Pulaski Barracks.
In den Städten Chicago und New York gibt es jährlich eine Casimir-Pulaski-Day-Parade. Pułaski wurde posthum 2009 als vorletztem von bisher acht Personen die Ehrenbürgerschaft der Vereinigten Staaten verliehen.

## Geschlecht
Nach einer Exhumierung in den 1990er-Jahren wurden an Pułaskis Skelett „eindeutig weibliche Charakteristika“ identifiziert, mangels DNA-Nachweises aber als wissenschaftliche Meinung deklariert. Am 4. April 2019 wurden neuere Ergebnisse einer DNA-Untersuchung mit moderner Technologie veröffentlicht, der zufolge solche Charakteristika vorliegen. Die Veröffentlichung in wissenschaftlichen Zeitschriften steht noch aus. Dies könnte ein Hinweis sein auf eine unerkannte Intersexualität (Vorhandensein männlicher und weiblicher Geschlechtsmerkmale). Zeitzeugen und vermutlich Pułaski selbst dürfte dieser Umstand nicht bekannt gewesen sein, weil Pułaski als Mann erzogen wurde.